# Human Being
Human Being släpptes den 17 november 1998 och är det tredje studioalbumet av den brittiske sångaren Seal. Albumet blev inte lika framgångsrikt som hans tidigare album.
Albumet är tillägnat de mördade rapparna Tupac Shakur och The Notorious B.I.G..

## Låtlista
1. "Human Beings" (Seal) – 4:36
2. "State of Grace" (Seal, Chris Bruce) – 5:00
3. "Latest Craze" (Seal, Earl Harvin) – 4:28
4. "Just Like You Said" (Seal, Chris Bruce) – 4:14
5. "Princess" (Seal) – 1:58
6. "Lost My Faith" (Seal, Reggie Hamilton) – 4:35
7. "Excerpt From" (Seal) – 3:04
8. "When a Man Is Wrong" (Seal) – 4:18
9. "Colour" (Seal) – 5:22
10. "Still Love Remains" (Seal) – 5:54
11. "No Easy Way" (Seal) – 4:48
12. "Human Beings Reprise" (Seal) – 3:21